# Фридрих II (Цолерн-Шалксбург)
Фридрих II фон Цолерн-Шалксбург „по-младият Меркенбергер“ (на немски: Friedrich II von Zollern-Schalksburg gen. von Merckenberg; † между 10 септември 1315, април 1318 и 15 март 1319) е граф на Цолерн-Шалксбург (от швабската линия на род Хоенцолерн във Вюртемберг), от 1309 г. граф фон Меркенберг цу Шалксбург. Наричан е „по-младия Меркенбергер“.

## Произход
Той е син на граф Фридрих I фон Цолерн-Шалксбург († 1302/1309) и съпругата му графиня Удилхилд фон Меркенберг-Айхелберг († 1305), дъщеря на граф Диполд фон Меркенберг-Айхелберг († 1270) и принцеса Анна фон Тек (* ок. 1240), дъщеря на херцог Конрад I фон Тек († 1248).
Линията „Цолерн-Шалксбург“ (Вюртемберг) изчезва през 1408 г. със смъртта на внукът му Фридрих V фон Цолерн-Шалксбург.

## Фамилия
Фридрих II се жени пр. 15 юни 1282 г. за графиня Агнес фон Неленбург († сл. 1325), дъщеря на Манеголд II фон Неленбург, ландграф в Хегау-Мадах († 1294/1295). Те имат четири деца:
- Фридрих III фон Цолерн-Шалксбург († сл. 20 декември 1378), граф и господар на Цолерн-Меркенберг-Шалксбур-Мюлхайм, женен за графиня София фон Цолерн-Шлюселберг († сл. 5 февруари 1361)
- Удилхилд фон Цолерн († 16 октомври 1382), омъжена пр. 1340 г. за граф Хайнрих IV фон Феринген, господар на Хетинген († 25 март 1366)
- Фридрих фон Цолерн „Млади“ († сл. 26 декември 1372), свещеник в Балинген, капитулар/каноник в Аугсбург
- Агнес фон Цолерн († сл. 6 ноември 1356), монахиня в манастир Щетен в Хехинген; погребана там.